# Sindaci di Milano
Di seguito l'elenco cronologico dei sindaci di Milano e delle altre figure apicali equivalenti che si sono succedute nel corso della storia.

## Comune, Signoria e Ducato di Milano (1162-1499)
| Periodo            | Periodo         | Primo cittadino                                                                                            | Partito | Carica  | Note          |
| ------------------ | --------------- | --- | ------- | ------- | ------------- |
| 1162               | 1164            | Enrico di Liegi                                                                                            |         | Podestà | -             |
| 1164               | 1166            | Marquardo di Grumbach                                                                                      |         | Podestà | [ 3 ]         |
| 1166               | 1167            | Enrico di Dixe                                                                                             |         | Podestà | -             |
| 1186               |                 | Uberto Visconti                                                                                            |         | Podestà | -             |
| 1191               |                 | Rodolfo da Concesa                                                                                         |         | Podestà | -             |
| 1192               |                 | Bonapace Fava                                                                                              |         | Podestà | -             |
| 1199               |                 | Giovanni Rusconi, Manfredo di Cortenuova, Raimondo de Vegioni                                              |         | Podestà | -             |
| 1200               |                 | Gozio da Gambara                                                                                           |         | Podestà | -             |
| 1201               |                 | Alberto da Mandello, Drudo Marcellino, Rainerio Cotta                                                      |         | Podestà | -             |
| 1203               |                 | Sacco Sacchi, Tazio da Mandello, Domenico Borri, Danesio Crivelli, Oldebrando Canevesi, Manfredo degli Osj |         | Podestà | -             |
| 1204               |                 | Oldebrando Canevesi, Guglielmo Pusterla                                                                    |         | Podestà | -             |
| 1206               |                 | Uberto Visconti                                                                                            |         | Podestà | -             |
| 1207               |                 | Visconte Visconti                                                                                          |         | Podestà | -             |
| 1208               |                 | Rambertino Buvalelli                                                                                       |         | Podestà | -             |
| 1209               |                 | Alberto Fontana                                                                                            |         | Podestà | -             |
| 1210               |                 | Uberto Nuco                                                                                                |         | Podestà | -             |
| 1211               |                 | Guglielmo de Landi                                                                                         |         | Podestà | -             |
| 1212               |                 | Pagano da Bussero                                                                                          |         | Podestà | -             |
| 1213               |                 | Manfredo da Busnate, Ottone da Mandello, Ardigotto Marcellino, Busnardo Incoardo                           |         | Podestà | -             |
| 1214               |                 | Uberto da Vidalta                                                                                          |         | Podestà | -             |
| 1215               |                 | Brunasio Porca                                                                                             |         | Podestà | -             |
| 1216               |                 | Giacomo Malcoreggia                                                                                        |         | Podestà | -             |
| 1217               |                 | Andalo da Andalo                                                                                           |         | Podestà | -             |
| 1218               |                 | Amizone Sacco                                                                                              |         | Podestà | -             |
| 1219               |                 | Lanfranco da Martinengo                                                                                    |         | Podestà | -             |
| 1220               |                 | Amizone Carentano                                                                                          |         | Podestà | -             |
| 1221               |                 | Amizone Sacco                                                                                              |         | Podestà |               |
| 1222               |                 | Lanfranco Muzio                                                                                            |         | Podestà |               |
| 1223               |                 | Pace da Manerbio                                                                                           |         | Podestà | -             |
| 1224               | 1225            | Aveno da Cisate                                                                                            |         | Podestà | [ 4 ]         |
| 1226               |                 | Guaza Rusconi                                                                                              |         | Podestà | -             |
| 1227               |                 | Lanfranco da Pontecarale                                                                                   |         | Podestà | -             |
| 1228               |                 | Aliprando Fava                                                                                             |         | Podestà | [ 5 ]         |
| 1229               |                 | Bonaccorso della Porta poi Bartolomeo Carboni                                                              |         | Podestà | -             |
| 1230               |                 | Uberto Sordi                                                                                               |         | Podestà | -             |
| 1231               |                 | Uberto Stretti                                                                                             |         | Podestà | -             |
| 1232               |                 | Pietro Vento                                                                                               |         | Podestà | -             |
| 1233               |                 | Oldrado da Tresseno                                                                                        |         | Podestà | -             |
| 1234               |                 | Manfredo di Cortenuova                                                                                     |         | Podestà | -             |
| 1235               |                 | Umberto Sacco                                                                                              |         | Podestà | -             |
| 1236               |                 | Obizzone Malaspina                                                                                         |         | Podestà | -             |
| 1237               |                 | Pietro Tiepolo                                                                                             |         | Podestà | -             |
| 1238               |                 | Guazarino Rusconi poi Pietro degli Azari                                                                   |         | Podestà | -             |
| 1239               |                 | Raimondo degli Ugoni                                                                                       |         | Podestà | -             |
| 1240               |                 | Corrado da Concesa                                                                                         |         | Podestà | -             |
| 1241               |                 | Filippo Visdomini                                                                                          |         | Podestà | -             |
| 1242               |                 | Luca Grimaldi                                                                                              |         | Podestà | -             |
| 1243               |                 | Catelano Carboni                                                                                           |         | Podestà | -             |
| 1244               |                 | Uberto Maccasola                                                                                           |         | Podestà | -             |
| 1245               |                 | Uberto da Vidalta                                                                                          |         | Podestà | -             |
| 1246               |                 | Enrico degli Avvocati                                                                                      |         | Podestà | -             |
| 1247               |                 | Corrado da Concesa                                                                                         |         | Podestà | -             |
| 1248               |                 | Bonifacio da Sala                                                                                          |         | Podestà | -             |
| 1249               |                 | Sopramonte Lupi                                                                                            |         | Podestà | -             |
| 1250               |                 | Jacopo Rossi                                                                                               |         | Podestà | -             |
| 1251               |                 | Giovanni Enrico da Riva poi Gherardo Rangoni                                                               |         | Podestà | -             |
| 1252               |                 | Pietro degli Avvocati poi Valente dei Marzi                                                                |         | Podestà | [ 7 ]         |
| 1253               |                 | Gregorio Gerra                                                                                             |         | Podestà | -             |
| 1254               |                 | Ginestro da Pontecarale                                                                                    |         | Podestà | -             |
| 1255               |                 | Filippo degli Asinelli                                                                                     |         | Podestà | -             |
| 1256               |                 | Emanuele de Maggi poi Enrico Sacco                                                                         |         | Podestà | [ 8 ]         |
| 1257               |                 | Beno Gozzadini poi Anselmo Sacco                                                                           |         | Podestà | -             |
| 1258               |                 | Filippo Vicedomini poi Riccardo Fontana                                                                    |         | Podestà | -             |
| 1259               |                 | Teodorico Galoteffio poi Pietro degli Avvocati                                                             |         | Podestà | [ 9 ]         |
| 1260               |                 | Patrizio da Concesa poi Guandaleone da Dovera                                                              |         | Podestà | -             |
| 1261               |                 | Guglielmo Pallavicino                                                                                      |         | Podestà | -             |
| 1262               |                 | Ubertino Pallavicino                                                                                       |         | Podestà | -             |
| 1263               |                 | Zavatario della Strada                                                                                     |         | Podestà | -             |
| 1264               |                 | Uberto Pallavicino                                                                                         |         | Podestà | -             |
| prima parte 1265   |                 | Federico Crotta, Tibaldo Volta, Anselmo Lavezzario, Antonio Vistarino                                      |         | Podestà | -             |
| seconda parte 1265 |                 | Emberra del Balzo                                                                                          |         | Podestà | -             |
| 1266               |                 | Emberra del Balzo poi Guidotto da Redobio                                                                  |         | Podestà | -             |
| 1267               |                 | Beltramo da Greco                                                                                          |         | Podestà | -             |
| 1268               |                 | Corrado Lavizario                                                                                          |         | Podestà | -             |
| 1269               |                 | Giovanni degli Avvocati                                                                                    |         | Podestà | -             |
| 1270               |                 | Giovanni Palastrello                                                                                       |         | Podestà | -             |
| 1271               |                 | Roberto Roberti                                                                                            |         | Podestà | -             |
| 1272               |                 | Visconte Visconti                                                                                          |         | Podestà | -             |
| 1273               |                 | Obizzo del Carretto                                                                                        |         | Podestà | -             |
| I semestre 1274    |                 | Guglielmo degli Avvocati                                                                                   |         | Podestà | -             |
| II semestre 1274   | 1275            | Venedico Caccianemico                                                                                      |         | Podestà | -             |
| 1276               |                 | Teodisio di Sanvitale poi Goffredo di Langosco                                                             |         | Podestà | -             |
| I semestre 1277    |                 | Ponzio degli Amati                                                                                         |         | Podestà | -             |
| II semestre 1277   |                 | Aldobrandino Tangentino poi Riccardo di Langosco                                                           |         | Podestà | -             |
| I semestre 1278    |                 | Alberto Fontana                                                                                            |         | Podestà | -             |
| II semestre 1278   |                 | Raniero Zen                                                                                                |         | Podestà | -             |
| I semestre 1279    |                 | Antonio da Lomello                                                                                         |         | Podestà | -             |
| II semestre 1279   |                 | Lotterio Rusconi                                                                                           |         | Podestà | -             |
| I semestre 1280    |                 | Gabrino da Tresseno                                                                                        |         | Podestà | -             |
| II semestre 1280   |                 | Tommaso degli Avvocati e Giovanni da Lucino                                                                |         | Podestà | -             |
| I semestre 1281    |                 | Tommaso degli Avvocati e Federico Tornielli                                                                |         | Podestà | -             |
| II semestre 1281   |                 | Uberto Beccaria                                                                                            |         | Podestà | -             |
| I semestre 1282    |                 | Rufino Gotoario e Galoteffio da Cesena                                                                     |         | Podestà | -             |
| II semestre 1282   |                 | Giovanni del Poggio                                                                                        |         | Podestà | -             |
| I semestre 1283    |                 | Uberto Beccaria                                                                                            |         | Podestà | -             |
| II semestre 1283   |                 | Jacopo Sommariva                                                                                           |         | Podestà | -             |
| I semestre 1284    |                 | Baldovino degli Ugoni                                                                                      |         | Podestà | -             |
| II semestre 1284   |                 | Guglielmo Rossi                                                                                            |         | Podestà | -             |
| I semestre 1285    |                 | Alberto Confalonieri                                                                                       |         | Podestà | -             |
| II semestre 1285   |                 | Boezio da Lavello                                                                                          |         | Podestà | -             |
| I semestre 1286    |                 | Ugolino Rossi                                                                                              |         | Podestà | -             |
| II semestre 1286   |                 | Pietro Rusconi                                                                                             |         | Podestà | -             |
| 1287               |                 | Ruffiniano Beccaria                                                                                        |         | Podestà | -             |
| I semestre 1288    |                 | Matteo I Visconti                                                                                          |         | Podestà | -             |
| II semestre 1288   |                 | Jacopo de Jacopi                                                                                           |         | Podestà | -             |
| I semestre 1289    |                 | Uberto Beccaria                                                                                            |         | Podestà | -             |
| II semestre 1289   |                 | Baldovino degli Ugoni                                                                                      |         | Podestà | -             |
| I semestre 1290    |                 | Baldovino degli Ugoni e Bernardino da Polenta                                                              |         | Podestà | -             |
| II semestre 1290   |                 | Matteo I Visconti                                                                                          |         | Podestà | -             |
| I semestre 1291    |                 | Uberto Guasco                                                                                              |         | Podestà | [ 10 ] [ 11 ] |
| II semestre 1291   |                 | Niccolò Merlano                                                                                            |         | Podestà | -             |
| I semestre 1292    |                 | Antonio Gallizi                                                                                            |         | Podestà | -             |
| II semestre 1292   |                 | Rolando Scotti                                                                                             |         | Podestà | -             |
| 1293               |                 | Amighetto da Martinengo                                                                                    |         | Podestà | -             |
| I semestre 1294    |                 | Matteo de Maggi                                                                                            |         | Podestà | -             |
| II semestre 1294   |                 | Zaccaria Salimbeni                                                                                         |         | Podestà | -             |
| 1295               |                 | Enrico Tangentino                                                                                          |         | Podestà | -             |
| 1296               |                 | Zanazio Salimbene                                                                                          |         | Podestà | -             |
| I semestre 1297    |                 | Corrado Gambara                                                                                            |         | Podestà | -             |
| II semestre 1297   |                 | Fulcieri da Calboli                                                                                        |         | Podestà | -             |
| I semestre 1298    |                 | Tommaso Rangoni                                                                                            |         | Podestà | -             |
| II semestre 1298   |                 | Jacopo del Cassero                                                                                         |         | Podestà | -             |
| I semestre 1299    |                 | Bisaccia Riccardi                                                                                          |         | Podestà | -             |
| II semestre 1299   |                 | Federico Sommariva                                                                                         |         | Podestà | -             |
| I semestre 1300    |                 | Guelfo Filodoni                                                                                            |         | Podestà | -             |
| II semestre 1300   |                 | Federico Sommariva                                                                                         |         | Podestà | -             |
| 1301               |                 | Bracco Guinizelli                                                                                          |         | Podestà | -             |
| I semestre 1302    |                 | Bernardino da Polenta e Bonifacio Lupi da Parma                                                            |         | Podestà | -             |
| II semestre 1302   |                 | Bernardino Scotti                                                                                          |         | Podestà | -             |
| 1303               |                 | Antonio Fissiraga                                                                                          |         | Podestà | -             |
| I semestre 1304    |                 | Anselmo da Palestro                                                                                        |         | Podestà | -             |
| II semestre 1304   | I semestre 1305 | Federico Ponzoni                                                                                           |         | Podestà | -             |
| II semestre 1305   |                 | Riccardo Langosco                                                                                          |         | Podestà | -             |
| I semestre 1306    |                 | Francesco degli Avvocati                                                                                   |         | Podestà | -             |
| II semestre 1306   |                 | Guido dei Roberti                                                                                          |         | Podestà | -             |
| I semestre 1307    |                 | Arnolfo Fissiraga                                                                                          |         | Podestà | -             |
| II semestre 1307   |                 | Jacopo Cavalcabò                                                                                           |         | Podestà | -             |
| 1308               |                 | Matteo del Pallio                                                                                          |         | Podestà | -             |
| 1309               |                 | Tignacca Paravicino                                                                                        |         | Podestà | -             |
| I semestre 1310    |                 | Bregadino da San Nazzaro                                                                                   |         | Podestà | -             |
| II semestre 1310   |                 | Ricuperato Rivola                                                                                          |         | Podestà | -             |
| I semestre 1311    |                 | Niccolò de Bonsignori                                                                                      |         | Podestà | -             |
| 1311               | marzo 1312      | Ugolino da Sesso                                                                                           |         | Podestà | -             |
| marzo 1312         | aprile 1312     | Ziliolo Allegri                                                                                            |         | Podestà | -             |
| aprile 1312        | settembre 1312  | Azzone Malaspina                                                                                           |         | Podestà | -             |
| settembre 1312     | gennaio 1314    | Giannazzo Salimbene                                                                                        |         | Podestà | -             |
| gennaio 1314       | luglio 1314     | Guidone Pignoli                                                                                            |         | Podestà | -             |
| luglio 1314        | ottobre 1314    | Scoto di San Gimignano                                                                                     |         | Podestà | -             |
| ottobre 1314       | aprile 1315     | Spinetta Malaspina                                                                                         |         | Podestà | -             |
| aprile 1315        | ottobre 1315    | Giacomo da Peschiera                                                                                       |         | Podestà | -             |
| ottobre 1315       | gennaio 1316    | Ruggero Servadei                                                                                           |         | Podestà | -             |
| maggio 1316        | novembre 1316   | Jacopino da Cornazzano                                                                                     |         | Podestà | -             |
| novembre 1316      | giugno 1317     | Bonifacio Guasco                                                                                           |         | Podestà | [ 12 ] [ 13 ] |
| giugno 1317        | dicembre 1317   | Gualtieri di Corte                                                                                         |         | Podestà | -             |
| dicembre 1317      |                 | Azorino Malaspina                                                                                          |         | Podestà | -             |
| 1318               |                 | Enrico dei Petrioli                                                                                        |         | Podestà | -             |
| 1319               |                 | Bonifacio da Cavriago                                                                                      |         | Podestà | -             |
| 1320               |                 | Paolo Aldigheri                                                                                            |         | Podestà | -             |
| 1321               |                 | Giacomino da Iseo                                                                                          |         | Podestà | -             |
| marzo 1322         | ottobre 1322    | Lanfranco Cavalazzi                                                                                        |         | Podestà | -             |
| ottobre 1322       |                 | Giovanni Lanfranchi                                                                                        |         | Podestà | -             |
| novembre 1322      | dicembre 1322   | Ravizza Rusconi                                                                                            |         | Podestà | -             |
| gennaio 1323       | febbraio 1323   | Alessandro da Bologna                                                                                      |         | Podestà | -             |
| febbraio 1323      | settembre 1323  | Calzino Tornielli                                                                                          |         | Podestà | -             |
| settembre 1323     | dicembre 1323   | Giacomo Rusconi                                                                                            |         | Podestà | -             |
| 1324               | giugno 1325     | Viscontello da Binasco                                                                                     |         | Podestà | -             |
| giugno 1325        | ottobre 1325    | Ottorino Mostardi                                                                                          |         | Podestà | -             |
| ottobre 1325       | luglio 1326     | Beccario Beccaria                                                                                          |         | Podestà | -             |
| luglio 1326        | dicembre 1326   | Gorzera Bonaccorsi                                                                                         |         | Podestà | -             |
| 1327               | 1328            | Gozio di Guiderchusen                                                                                      |         | Podestà | -             |
| 1329               | aprile 1330     | Guiscardo Lancia                                                                                           |         | Podestà | -             |
| aprile 1330        | dicembre 1330   | Ugolino da Lucino                                                                                          |         | Podestà | -             |
| 1331               |                 | Lanfranco Cavalazzi                                                                                        |         | Podestà | -             |
| prima parte 1332   |                 | Lanfranco Tentone                                                                                          |         | Podestà | -             |
| seconda parte 1332 |                 | Zanotto Fieschi                                                                                            |         | Podestà | -             |
| 1333               |                 | Giovanni del Mangano                                                                                       |         | Podestà | -             |
| 1334               |                 | Mirano Beccaria                                                                                            |         | Podestà | -             |
| dicembre 1334      | maggio 1338     | Orso Giustiniani                                                                                           |         | Podestà | -             |
| maggio 1338        | maggio 1339     | Isnardo Colleoni                                                                                           |         | Podestà | -             |
| maggio 1339        | giugno 1340     | Giovanni Besacci                                                                                           |         | Podestà | -             |
| giugno 1340        | luglio 1341     | Francesco Malaspina                                                                                        |         | Podestà | -             |
| luglio 1341        | luglio 1342     | Alberto Rusconi                                                                                            |         | Podestà | -             |
| luglio 1342        | ?               | Goffredo da Sesto                                                                                          |         | Podestà | -             |
| 1354               |                 | Boschino Mantegazza (?)                                                                                    |         | Podestà | [ 14 ]        |
| maggio 1356        | ?               | Gotofredo da Sesto                                                                                         |         | Podestà | [ 15 ]        |
| 1356               |                 | Lotario Rusconi                                                                                            |         | Podestà | -             |
| 1362               |                 | Bernardino Bolghero                                                                                        |         | Podestà | -             |
| 1372               |                 | Giberto da Correggio                                                                                       |         | Podestà | -             |
| 1373               |                 | Lotario Rusconi                                                                                            |         | Podestà | -             |
| 1385               |                 | Carlo Zen                                                                                                  |         | Podestà | -             |
| I semestre 1390    |                 | Aronne Doria                                                                                               |         | Podestà | -             |
| II semestre 1390   |                 | Prandeparte Pico della Mirandola                                                                           |         | Podestà | [ 16 ]        |
| maggio 1392        | maggio 1393     | Giberto da Correggio                                                                                       |         | Podestà | -             |
| maggio 1393        | giugno 1394     | Enrico Rivola                                                                                              |         | Podestà | -             |
| giugno 1394        | marzo 1396      | Spinetta Spinola                                                                                           |         | Podestà | -             |
| marzo 1396         | ?               | Carlo Fieschi                                                                                              |         | Podestà | -             |
| 1399               |                 | Pietro Cavalcabò                                                                                           |         | Podestà | -             |
| 1400               | 1401            | Riccardo da Bagno                                                                                          |         | Podestà | -             |
| 1402               | aprile 1403     | Artale II Alagona                                                                                          |         | Podestà | [ 17 ]        |
| aprile 1403        | dicembre 1403   | Antonio Anguissola                                                                                         |         | Podestà | [ 17 ]        |
| dicembre 1403      |                 | Pietro Menti                                                                                               |         | Podestà | [ 17 ]        |
| 1406               |                 | Guido Galeazzi                                                                                             |         | Podestà | -             |
| 1425               |                 | Maffeo da Gambara                                                                                          |         | Podestà | -             |
| 1426               |                 | Marsilio da Gambara                                                                                        |         | Podestà | -             |
| 1430               | 1436            | Isnardo Guarco                                                                                             |         | Podestà | -             |
| 1448               |                 | Manfredo Ripparolio                                                                                        |         | Podestà | [ 18 ]        |
| 1448               | 1450            | Biagio Assereto                                                                                            |         | Podestà | -             |
| 1450               | 1452            | Aloisio Guicciardini                                                                                       |         | Podestà | -             |
| 1452               | 1454            | Vanni Medici                                                                                               |         | Podestà | -             |
| 1454               | 1456            | Aloisio Pitti                                                                                              |         | Podestà | -             |
| 1456               | 1457            | Liberio Bonarelli                                                                                          |         | Podestà | -             |
| 1457               | 1459            | Giacomo Bonarelli                                                                                          |         | Podestà | -             |
| 1459               | 1460            | Aloisio Pitti                                                                                              |         | Podestà | -             |
| 1460               | 1462            | Giovanni Gianfigliazzi                                                                                     |         | Podestà | -             |
| 1462               | 1464            | Giorgio Paselli                                                                                            |         | Podestà | -             |
| 1464               |                 | Pasello Paselli                                                                                            |         | Podestà | -             |
| 1464               | 1468            | Berardo de Geraldinis                                                                                      |         | Podestà | -             |
| 1468               | 1470            | Antonio Fogliani                                                                                           |         | Podestà | -             |
| 1470               | 1472            | Giacomo Doria                                                                                              |         | Podestà | -             |
| 1472               | 1474            | Giacomo Lupariis                                                                                           |         | Podestà | -             |
| 1474               | 1475            | Pietro Vespucci                                                                                            |         | Podestà | -             |
| 1475               | 1477            | Bartolomeo Gianfigliazzi                                                                                   |         | Podestà | -             |
| 1478               | 1479            | Andrea Trovamala                                                                                           |         | Podestà | -             |
| 1479               | 1481            | Andrea Avvocati                                                                                            |         | Podestà | -             |
| 1482               | 1486            | Andrea Corradi                                                                                             |         | Podestà | -             |
| 1486               |                 | Giacomo Girardis                                                                                           |         | Podestà | -             |
| 1487               |                 | Alfonso Maria Teasto                                                                                       |         | Podestà | -             |
| 1490               | 1491            | Pietro Francesco Avvocati                                                                                  |         | Podestà | -             |
| 1493               | 1495            | Francesco Altoviti                                                                                         |         | Podestà | -             |
| 1497               | 1499            | Gabriele Ginori                                                                                            |         | Podestà | -             |
| 1499               |                 | Paolino Prosperi                                                                                           |         | Podestà | -             |

## Stato di Milano spagnolo e austriaco (1515-1799)
| Periodo | Periodo | Primo cittadino                        | Partito | Carica                 | Note   |
| ------- | ------- | -------------------------------------- | ------- | ---------------------- | ------ |
| 1515    | 1518    | Bernardo Crivelli                      |         | Vicario di provvisione | -      |
| 1519    | 1520    | Azzone Reina                           |         | Vicario di provvisione | -      |
| 1520    | 1521    | Pietro Novati                          |         | Vicario di provvisione | -      |
| 1521    | 1522    | Francesco Croce                        |         | Vicario di provvisione | -      |
| 1522    | 1523    | Marcolino Barbavara                    |         | Vicario di provvisione | -      |
| 1523    | 1524    | Giovanni Giacomo Calcaterra            |         | Vicario di provvisione | -      |
| 1524    | 1525    | Lodovico De Corti                      |         | Vicario di provvisione | -      |
| 1525    | 1526    | Girolamo De Seregni                    |         | Vicario di provvisione | -      |
| 1526    | 1527    | Lodovico De Corti                      |         | Vicario di provvisione | -      |
| 1528    | 1529    | Castellano Cotta                       |         | Vicario di provvisione | -      |
| 1530    | 1531    | Francesco Pecchio                      |         | Vicario di provvisione | -      |
| 1531    | 1532    | Urbano Trivulzio                       |         | Vicario di provvisione | -      |
| 1533    | 1534    | Giovanni Battista Pecchio              |         | Vicario di provvisione | -      |
| 1534    | 1536    | Lodovico Visconti                      |         | Vicario di provvisione | -      |
| 1537    | 1538    | Francesco Reina                        |         | Vicario di provvisione | -      |
| 1538    | 1539    | Lodovico Morosini                      |         | Vicario di provvisione | -      |
| 1539    | 1540    | Pietro Antonio Marliani                |         | Vicario di provvisione | -      |
| 1540    | 1541    | Francesco Della Croce                  |         | Vicario di provvisione | -      |
| 1541    | 1542    | Giovanni Battista Panigarola           |         | Vicario di provvisione | -      |
| 1542    | 1543    | Alessandro Visconti                    |         | Vicario di provvisione | -      |
| 1543    | 1544    | Pietro Paolo Casati                    |         | Vicario di provvisione | -      |
| 1544    | 1545    | Giovanni Battista Rainoldi             |         | Vicario di provvisione | -      |
| 1545    | 1546    | Girolamo Crotti                        |         | Vicario di provvisione | -      |
| 1546    | 1547    | Lodovico Morosini                      |         | Vicario di provvisione | -      |
| 1547    | 1548    | Alessandro Archinto                    |         | Vicario di provvisione | -      |
| 1548    | 1549    | Giovanni Francesco Crivelli            |         | Vicario di provvisione | -      |
| 1549    | 1550    | Castellano Cotta                       |         | Vicario di provvisione | -      |
| 1550    | 1551    | Pietro Antonio Ciocca                  |         | Vicario di provvisione | -      |
| 1551    | 1552    | Giovanni Angelo Corio                  |         | Vicario di provvisione | -      |
| 1552    | 1553    | Girolamo Pecchio                       |         | Vicario di provvisione | -      |
| 1553    | 1554    | Girolamo Tanzi                         |         | Vicario di provvisione | -      |
| 1554    | 1555    | Camillo Castiglioni                    |         | Vicario di provvisione | -      |
| 1555    | 1556    | Benedetto Pecchio                      |         | Vicario di provvisione | -      |
| 1556    | 1557    | Scipione Simonetta                     |         | Vicario di provvisione | -      |
| 1557    | 1558    | Lucio Cotta                            |         | Vicario di provvisione | -      |
| 1558    | 1559    | Filippo Rainoldi                       |         | Vicario di provvisione | -      |
| 1559    | 1560    | Ottaviano Cusani                       |         | Vicario di provvisione | -      |
| 1560    | 1561    | Francesco Bossi                        |         | Vicario di provvisione | -      |
| 1561    | 1562    | Princivalle Besozzi                    |         | Vicario di provvisione | -      |
| 1562    | 1563    | Camillo Porro                          |         | Vicario di provvisione | -      |
| 1563    | 1564    | Gottardo Reina                         |         | Vicario di provvisione | -      |
| 1564    | 1565    | Alfonso Gallarati                      |         | Vicario di provvisione | -      |
| 1565    | 1566    | Antonio Maria Calchi                   |         | Vicario di provvisione | -      |
| 1566    | 1567    | Giovanni Battista Omodei               |         | Vicario di provvisione | -      |
| 1567    | 1568    | Giacomo Brebbia                        |         | Vicario di provvisione | -      |
| 1568    | 1569    | Socino Secco d'Aragona                 |         | Vicario di provvisione | -      |
| 1569    | 1570    | Francesco Malombra                     |         | Vicario di provvisione | -      |
| 1570    | 1571    | Pier Francesco Casati                  |         | Vicario di provvisione | -      |
| 1571    | 1572    | Giovanni Donato Cittadini              |         | Vicario di provvisione | -      |
| 1572    | 1573    | Cesare Avvocato                        |         | Vicario di provvisione | -      |
| 1573    | 1574    | Tazio Mandelli                         |         | Vicario di provvisione | -      |
| 1574    | 1575    | Cesare Landriani                       |         | Vicario di provvisione | -      |
| 1575    | 1576    | Girolamo Morosini                      |         | Vicario di provvisione | -      |
| 1576    | 1577    | Giovanni Battista Capra                |         | Vicario di provvisione | -      |
| 1577    | 1578    | Alfonso Gallarati                      |         | Vicario di provvisione | -      |
| 1578    | 1579    | Camillo Trotti                         |         | Vicario di provvisione | -      |
| 1579    | 1580    | Gottardo Reina                         |         | Vicario di provvisione | -      |
| 1580    | 1581    | Giulio Cesare Corio                    |         | Vicario di provvisione | -      |
| 1581    | 1582    | Marco Marcello Rinzio                  |         | Vicario di provvisione | -      |
| 1582    | 1583    | Melchiorre Besozzi                     |         | Vicario di provvisione | -      |
| 1583    | 1584    | Giovanni Battista Capra                |         | Vicario di provvisione | -      |
| 1584    | 1585    | Giovanni Donato Cittadini              |         | Vicario di provvisione | -      |
| 1585    | 1586    | Alfonso Rainoldi                       |         | Vicario di provvisione | -      |
| 1586    | 1587    | Luigi Melzi                            |         | Vicario di provvisione | -      |
| 1587    | 1588    | Giovanni Alfonso Appiani Lodigiani     |         | Vicario di provvisione | -      |
| 1588    | 1589    | Ludovico de Lodi                       |         | Vicario di provvisione | -      |
| 1589    | 1590    | Girolamo Sansoni                       |         | Vicario di provvisione | -      |
| 1590    | 1591    | Carlo Pirovano                         |         | Vicario di provvisione | -      |
| 1591    | 1592    | Gabriele Tanzi                         |         | Vicario di provvisione | -      |
| 1592    | 1593    | Girolamo Caimi                         |         | Vicario di provvisione | -      |
| 1593    | 1594    | Princivalle Monti                      |         | Vicario di provvisione | -      |
| 1594    | 1595    | Giuseppe Archinto                      |         | Vicario di provvisione | -      |
| 1595    | 1596    | Francesco Panigarola                   |         | Vicario di provvisione | -      |
| 1596    | 1597    | Girolamo Sansoni                       |         | Vicario di provvisione | -      |
| 1597    | 1598    | Ercole Ferrario                        |         | Vicario di provvisione | -      |
| 1598    | 1599    | Tazio Mandelli                         |         | Vicario di provvisione | -      |
| 1599    | 1600    | Eliodoro Calchi                        |         | Vicario di provvisione | -      |
| 1600    | 1601    | Marcantonio Tosi                       |         | Vicario di provvisione | -      |
| 1601    | 1602    | Fabio Bossi                            |         | Vicario di provvisione | -      |
| 1602    | 1603    | Giacomo Alfieri                        |         | Vicario di provvisione | -      |
| 1603    | 1604    | Giovanni Battista Castiglioni          |         | Vicario di provvisione | -      |
| 1604    | 1605    | Gabriele Tosi                          |         | Vicario di provvisione | -      |
| 1605    | 1605    | Ludovico Taverna                       |         | Vicario di provvisione | -      |
| 1605    | 1606    | Guido Mazenta                          |         | Vicario di provvisione | -      |
| 1606    | 1607    | Giovanni Battista Trotti               |         | Vicario di provvisione | -      |
| 1607    | 1608    | Riccardo Malombra                      |         | Vicario di provvisione | -      |
| 1608    | 1609    | Giovanni Battista Palazzi              |         | Vicario di provvisione | -      |
| 1609    | 1609    | Giacomo Altieri                        |         | Vicario di provvisione | -      |
| 1609    | 1610    | Alessandro Secco d'Aragona             |         | Vicario di provvisione | -      |
| 1610    | 1611    | Giovanni Battista Porro                |         | Vicario di provvisione | -      |
| 1611    | 1612    | Giovanni Tommaso Gallarati             |         | Vicario di provvisione | -      |
| 1612    | 1613    | Valerio Confalonieri                   |         | Vicario di provvisione | -      |
| 1613    | 1614    | Princivalle Monti                      |         | Vicario di provvisione | -      |
| 1614    | 1615    | Giovanni Battista Arconati             |         | Vicario di provvisione | -      |
| 1615    | 1616    | Marcantonio Tosi                       |         | Vicario di provvisione | -      |
| 1616    | 1617    | Francesco Maria Medici di Seregno      |         | Vicario di provvisione | -      |
| 1617    | 1618    | Giuseppe Lattuada                      |         | Vicario di provvisione | -      |
| 1618    | 1619    | Francesco Bernardino Terzaghi          |         | Vicario di provvisione | -      |
| 1619    | 1620    | Giovanni Battista Sormani              |         | Vicario di provvisione | -      |
| 1620    | 1620    | Paolo Rho                              |         | Vicario di provvisione | -      |
| 1620    | 1621    | Gabriele Tosi                          |         | Vicario di provvisione | -      |
| 1621    | 1622    | Giovanni Battista Porro                |         | Vicario di provvisione | -      |
| 1622    | 1623    | Giovanni Battista Brivio               |         | Vicario di provvisione | -      |
| 1623    | 1624    | Cristoforo Archinto                    |         | Vicario di provvisione | -      |
| 1624    | 1625    | Giuseppe Lattuada                      |         | Vicario di provvisione | -      |
| 1625    | 1625    | Marcantonio Monti                      |         | Vicario di provvisione | -      |
| 1625    | 1626    | Francesco Bernardino Terzaghi          |         | Vicario di provvisione | -      |
| 1626    | 1627    | Francesco Pozzobonelli                 |         | Vicario di provvisione | -      |
| 1627    | 1628    | Fabio Francesco Dugnani                |         | Vicario di provvisione | -      |
| 1628    | 1629    | Lodovico Melzi                         |         | Vicario di provvisione | -      |
| 1629    | 1629    | Alfonso Visconti di Saliceto           |         | Vicario di provvisione | -      |
| 1629    | 1630    | Carlo Giussani                         |         | Vicario di provvisione | -      |
| 1630    | 1631    | Francesco Landriani                    |         | Vicario di provvisione | -      |
| 1631    | 1632    | Andrea Alfieri                         |         | Vicario di provvisione | -      |
| 1632    | 1633    | Giovanni Battista Rainoldi             |         | Vicario di provvisione | -      |
| 1633    | 1634    | Gaspare Alfieri                        |         | Vicario di provvisione | -      |
| 1634    | 1635    | Fabio Francesco Dugnani                |         | Vicario di provvisione | -      |
| 1635    | 1636    | Giovanni Battista Sormani              |         | Vicario di provvisione | -      |
| 1636    | 1637    | Girolamo Fagnani                       |         | Vicario di provvisione | -      |
| 1637    | 1638    | Giacinto Orrigoni                      |         | Vicario di provvisione | -      |
| 1638    | 1639    | Baldassarre Castelbesozzo              |         | Vicario di provvisione | -      |
| 1639    | 1640    | Carlo Archinto                         |         | Vicario di provvisione | -      |
| 1640    | 1641    | Giacomo Castiglioni                    |         | Vicario di provvisione | -      |
| 1641    | 1642    | Gaspare Alfieri                        |         | Vicario di provvisione | -      |
| 1642    | 1643    | Giovanni Battista Visconti della Motta |         | Vicario di provvisione | -      |
| 1643    | 1644    | Carlo Gallarati                        |         | Vicario di provvisione | -      |
| 1644    | 1645    | Giulio Dugnani                         |         | Vicario di provvisione | -      |
| 1645    | 1646    | Pietro Giorgio Borri                   |         | Vicario di provvisione | -      |
| 1646    | 1646    | Ambrogio Reina                         |         | Vicario di provvisione | -      |
| 1646    | 1647    | Pietro Paolo Confalonieri              |         | Vicario di provvisione | -      |
| 1647    | 1648    | Giuseppe Croce                         |         | Vicario di provvisione | -      |
| 1648    | 1649    | Giuseppe Orrigoni                      |         | Vicario di provvisione | -      |
| 1649    | 1649    | Giacomo Antonio Castiglioni            |         | Vicario di provvisione | -      |
| 1649    | 1650    | Gaspare Alfieri                        |         | Vicario di provvisione | -      |
| 1650    | 1651    | Pietro Antonio Verri                   |         | Vicario di provvisione | -      |
| 1651    | 1652    | Carlo Gallarati                        |         | Vicario di provvisione | -      |
| 1652    | 1653    | Barnaba Barbò                          |         | Vicario di provvisione | -      |
| 1653    | 1654    | Giovanni Galeazzo Bossi                |         | Vicario di provvisione | -      |
| 1654    | 1655    | Carlo Visconti                         |         | Vicario di provvisione | -      |
| 1655    | 1656    | Carlo Corio                            |         | Vicario di provvisione | -      |
| 1656    | 1657    | Danese Casati                          |         | Vicario di provvisione | -      |
| 1657    | 1658    | Luigi Brivio                           |         | Vicario di provvisione | -      |
| 1658    | 1659    | Cesare Visconti                        |         | Vicario di provvisione | -      |
| 1659    | 1660    | Pirro De Capitani                      |         | Vicario di provvisione | -      |
| 1660    | 1661    | Barnaba Barbò                          |         | Vicario di provvisione | -      |
| 1661    | 1662    | Ippolito Piola                         |         | Vicario di provvisione | -      |
| 1662    | 1663    | Giovanni Battista Visconti             |         | Vicario di provvisione | -      |
| 1663    | 1664    | Ottone Visconti                        |         | Vicario di provvisione | -      |
| 1664    | 1665    | Luigi Brivio                           |         | Vicario di provvisione | -      |
| 1665    | 1666    | Danese Casati                          |         | Vicario di provvisione | -      |
| 1666    | 1667    | Giovanni Pietro Orrigoni               |         | Vicario di provvisione | -      |
| 1667    | 1668    | Ascanio Alfieri                        |         | Vicario di provvisione | -      |
| 1668    | 1669    | Luigi Trotti                           |         | Vicario di provvisione | -      |
| 1669    | 1670    | Marco Arese                            |         | Vicario di provvisione | -      |
| 1670    | 1671    | Pirro De Capitani                      |         | Vicario di provvisione | -      |
| 1671    | 1672    | Carlo Visconti                         |         | Vicario di provvisione | -      |
| 1672    | 1673    | Girolamo Maria Litta                   |         | Vicario di provvisione | -      |
| 1673    | 1674    | Giacomo Corio                          |         | Vicario di provvisione | -      |
| 1674    | 1675    | Lorenzo Taverna                        |         | Vicario di provvisione | -      |
| 1675    | 1676    | Giuseppe Maria Dugnani                 |         | Vicario di provvisione | -      |
| 1676    | 1677    | Luigi Brivio                           |         | Vicario di provvisione | -      |
| 1677    | 1678    | Barnaba Barbò                          |         | Vicario di provvisione | -      |
| 1678    | 1679    | Carlo Cesare Moriggia                  |         | Vicario di provvisione | -      |
| 1679    | 1680    | Luigi Pecchio                          |         | Vicario di provvisione | -      |
| 1680    | 1681    | Pirro De Capitani                      |         | Vicario di provvisione | -      |
| 1681    | 1682    | Carlo Visconti                         |         | Vicario di provvisione | -      |
| 1682    | 1683    | Sigismondo Calchi                      |         | Vicario di provvisione | -      |
| 1683    | 1683    | Carlo Maria Carpani                    |         | Vicario di provvisione | -      |
| 1683    | 1684    | Paolo Casati                           |         | Vicario di provvisione | -      |
| 1684    | 1685    | Giuseppe Maria Dugnani                 |         | Vicario di provvisione | -      |
| 1685    | 1686    | Paolo Arese                            |         | Vicario di provvisione | -      |
| 1686    | 1687    | Girolamo Maria Litta                   |         | Vicario di provvisione | -      |
| 1687    | 1688    | Pirro Visconti                         |         | Vicario di provvisione | -      |
| 1688    | 1689    | Giacomo Corio                          |         | Vicario di provvisione | -      |
| 1689    | 1690    | Agostino Arese                         |         | Vicario di provvisione | -      |
| 1690    | 1691    | Paolo Casati                           |         | Vicario di provvisione | -      |
| 1691    | 1692    | Giovanni Battista Della Porta          |         | Vicario di provvisione | -      |
| 1692    | 1693    | Filippo Maria Visconti                 |         | Vicario di provvisione | -      |
| 1693    | 1694    | Lorenzo Taverna                        |         | Vicario di provvisione | -      |
| 1694    | 1695    | Galeazzo Visconti d'Aragona            |         | Vicario di provvisione | -      |
| 1695    | 1696    | Giacomo Corio                          |         | Vicario di provvisione | -      |
| 1696    | 1697    | Fermo Porro                            |         | Vicario di provvisione | -      |
| 1697    | 1698    | Giovanni Angelo Moriggia               |         | Vicario di provvisione | -      |
| 1698    | 1699    | Giuseppe Barbavara                     |         | Vicario di provvisione | -      |
| 1699    | 1700    | Girolamo Maria Litta                   |         | Vicario di provvisione | -      |
| 1700    | 1701    | Pirro Visconti                         |         | Vicario di provvisione | -      |
| 1701    | 1702    | Ludovico Melzi                         |         | Vicario di provvisione | -      |
| 1702    | 1703    | Filippo Maria Visconti                 |         | Vicario di provvisione | -      |
| 1703    | 1704    | Lorenzo Taverna                        |         | Vicario di provvisione | -      |
| 1704    | 1705    | Galeazzo Visconti d'Aragona            |         | Vicario di provvisione | -      |
| 1705    | 1706    | Bartolomeo Rozzoni                     |         | Vicario di provvisione | -      |
| 1706    | 1707    | Giovanni Barbavara                     |         | Vicario di provvisione | -      |
| 1707    | 1708    | Carlo Castiglioni                      |         | Vicario di provvisione | -      |
| 1708    | 1709    | Ludovico Melzi                         |         | Vicario di provvisione | -      |
| 1709    | 1710    | Giulio Cesare Crivelli                 |         | Vicario di provvisione | -      |
| 1710    | 1711    | Francesco Archinto                     |         | Vicario di provvisione | -      |
| 1711    | 1712    | Pietro Antonio Calchi                  |         | Vicario di provvisione | -      |
| 1712    | 1713    | Fermo Porro                            |         | Vicario di provvisione | -      |
| 1713    | 1714    | Girolamo Maria Aliprandi               |         | Vicario di provvisione | -      |
| 1714    | 1715    | Girolamo Parravicini                   |         | Vicario di provvisione | -      |
| 1715    | 1716    | Giovanni Battista Trotti               |         | Vicario di provvisione | -      |
| 1716    | 1717    | Fabio Benigno Bossi                    |         | Vicario di provvisione | -      |
| 1717    | 1718    | Marcantonio Croce                      |         | Vicario di provvisione | -      |
| 1718    | 1719    | Carlo Antonio Appiani                  |         | Vicario di provvisione | -      |
| 1719    | 1720    | Giovanni Gaspare Caimi                 |         | Vicario di provvisione | -      |
| 1720    | 1721    | Alessandro Castiglioni                 |         | Vicario di provvisione | -      |
| 1721    | 1721    | Fermo Porro                            |         | Vicario di provvisione | -      |
| 1721    | 1722    | Gaspare Marliani                       |         | Vicario di provvisione | -      |
| 1722    | 1723    | Francesco Schiaffinati                 |         | Vicario di provvisione | -      |
| 1723    | 1724    | Alberto Visconti d'Aragona             |         | Vicario di provvisione | -      |
| 1724    | 1725    | Ermes Redenaschi                       |         | Vicario di provvisione | -      |
| 1725    | 1726    | Giulio Dugnani                         |         | Vicario di provvisione | -      |
| 1726    | 1727    | Gabriele Verri                         |         | Vicario di provvisione | -      |
| 1727    | 1728    | Carlo De Capitani                      |         | Vicario di provvisione | -      |
| 1728    | 1729    | Giuseppe Antonio Parravicini           |         | Vicario di provvisione | -      |
| 1729    | 1730    | Gaspare Caimi                          |         | Vicario di provvisione | -      |
| 1730    | 1731    | Francesco Saverio Melzi                |         | Vicario di provvisione | -      |
| 1731    | 1732    | Gaspare Marliani                       |         | Vicario di provvisione | -      |
| 1732    | 1733    | Alberto Visconti d'Aragona             |         | Vicario di provvisione | -      |
| 1733    | 1734    | Ermes Redenaschi                       |         | Vicario di provvisione | -      |
| 1734    | 1735    | Giovanni Corrado de Olivara            |         | Vicario di provvisione | -      |
| 1735    | 1736    | Marco Barbavara                        |         | Vicario di provvisione | -      |
| 1736    | 1737    | Carlo De Capitani                      |         | Vicario di provvisione | -      |
| 1737    | 1738    | Luigi Archinto                         |         | Vicario di provvisione | -      |
| 1738    | 1739    | Girolamo Castiglioni                   |         | Vicario di provvisione | -      |
| 1739    | 1740    | Alberto Visconti d'Aragona             |         | Vicario di provvisione | -      |
| 1740    | 1741    | Francesco Scalfinati                   |         | Vicario di provvisione | -      |
| 1741    | 1742    | Paolo de Silva                         |         | Vicario di provvisione | -      |
| 1742    | 1743    | Giovanni Antonio Castiglioni           |         | Vicario di provvisione | -      |
| 1743    | 1744    | Galeazzo Rossi                         |         | Vicario di provvisione | -      |
| 1744    | 1745    | Ermes Redenaschi                       |         | Vicario di provvisione | -      |
| 1745    | 1746    | Carlo Francesco Cicogna Mozzoni        |         | Vicario di provvisione | -      |
| 1746    | 1747    | Gaspare Ordoño de Rosales              |         | Vicario di provvisione | -      |
| 1747    | 1748    | Giulio Maria Ottolina                  |         | Vicario di provvisione | -      |
| 1748    | 1749    | Paolo de Silva                         |         | Vicario di provvisione | -      |
| 1749    | 1750    | Giovanni Antonio Castiglioni           |         | Vicario di provvisione | -      |
| 1750    | 1751    | Giovanni Tommaso Gallarati Ghislieri   |         | Vicario di provvisione | -      |
| 1751    | 1752    | Galeazzo Bossi                         |         | Vicario di provvisione | -      |
| 1752    | 1753    | Francesco Resta                        |         | Vicario di provvisione | -      |
| 1753    | 1754    | Carlo Dugnani                          |         | Vicario di provvisione | -      |
| 1754    | 1755    | Giangaleazzo Arconati Visconti         |         | Vicario di provvisione | -      |
| 1755    | 1756    | Giovanni Visconti Arese                |         | Vicario di provvisione | -      |
| 1756    | 1757    | Giulio Maria Ottolina                  |         | Vicario di provvisione | -      |
| 1757    | 1758    | Girolamo Erba Odescalchi               |         | Vicario di provvisione | -      |
| 1758    | 1759    | Giovanni Gallarati Scotti              |         | Vicario di provvisione | -      |
| 1759    | 1760    | Francesco D'Adda                       |         | Vicario di provvisione | -      |
| 1760    | 1761    | Alessandro Ottolina                    |         | Vicario di provvisione | -      |
| 1761    | 1762    | Carlo Dugnani                          |         | Vicario di provvisione | -      |
| 1762    | 1763    | Marcantonio Visconti d'Aragona         |         | Vicario di provvisione | -      |
| 1763    | 1764    | Giuseppe Croce                         |         | Vicario di provvisione | -      |
| 1764    | 1765    | Benedetto Arese                        |         | Vicario di provvisione | -      |
| 1765    | 1766    | Egidio Gregorio Orsini                 |         | Vicario di provvisione | -      |
| 1766    | 1767    | Francesco D'Adda                       |         | Vicario di provvisione | -      |
| 1767    | 1768    | Niccolò Visconti di Modrone            |         | Vicario di provvisione | -      |
| 1768    | 1769    | Carlo Dugnani                          |         | Vicario di provvisione | -      |
| 1769    | 1770    | Giovanni Tosi                          |         | Vicario di provvisione | -      |
| 1770    | 1771    | Giuseppe Croce                         |         | Vicario di provvisione | -      |
| 1771    | 1772    | Matteo Ordoño de Rosales               |         | Vicario di provvisione | -      |
| 1772    | 1773    | Giovanni Cittadini                     |         | Vicario di provvisione | -      |
| 1773    | 1774    | Giovanni Battista Moriggia             |         | Vicario di provvisione | -      |
| 1774    | 1775    | Galeazzo Bossi                         |         | Vicario di provvisione | -      |
| 1775    | 1776    | Benedetto Arese Lucini                 |         | Vicario di provvisione | -      |
| 1776    | 1777    | Egidio Gregorio Orsini                 |         | Vicario di provvisione | -      |
| 1777    | 1778    | Auricledo De Capitani da Vimercate     |         | Vicario di provvisione | -      |
| 1778    | 1779    | Niccolò Visconti                       |         | Vicario di provvisione | -      |
| 1779    | 1780    | Fabio Visconti Borromeo                |         | Vicario di provvisione | -      |
| 1780    | 1781    | Francesco Gallarati Scotti             |         | Vicario di provvisione | -      |
| 1781    | 1782    | Francesco Del Maino                    |         | Vicario di provvisione | -      |
| 1782    | 1783    | Cesare Brivio                          |         | Vicario di provvisione | -      |
| 1783    | 1784    | Cesare Scaccabarozzi                   |         | Vicario di provvisione | -      |
| 1784    | 1785    | Benedetto Arese Lucini                 |         | Vicario di provvisione | -      |
| 1785    | 1786    | Gaetano Brasca                         |         | Vicario di provvisione | -      |
| 1786    | 1786    | Fabio Visconti                         |         | Vicario di provvisione | -      |
| 1786    | 1791    | Luigi Trotti                           |         | Prefetto urbano        | -      |
| 1791    | 1796    | Francesco Nava                         |         | Vicario                | -      |
| 1796    | 1799    | Municipalità di Milano                 |         | -                      | [ 19 ] |
| 1799    | 1800    | Francesco Nava                         |         | Prefetto               | [ 20 ] |
| 1800    | 1805    | Municipalità di Milano                 |         | -                      | [ 21 ] |

## Regno napoleonico d'Italia (1805-1814)
| Podestà (1805-1814)                | Podestà (1805-1814) | Podestà (1805-1814) |
| Nominativo                         | Mandato             | Mandato             |
| Nominativo                         | Inizio              | Fine                |
| ---------------------------------- | ------------------- | ------------------- |
| Cesare Brivio Sforza (Pro-podestà) | 22 aprile 1806      | 30 novembre 1807    |
| Antonio Durini                     | 30 novembre 1807    | 22 ottobre 1814     |

## Regno Lombardo-Veneto (1814-1860)
| Podestà (1814-1860) | Podestà (1814-1860)          | Podestà (1814-1860) | Podestà (1814-1860) |
| Nominativo          | Nominativo                   | Mandato             | Mandato             |
| Nominativo          | Nominativo                   | Inizio              | Fine                |
| ------------------- | ---------------------------- | ------------------- | ------------------- |
|                     | Cesare Giulini Della Porta   | 22 ottobre 1814     | 2 gennaio 1820      |
|                     | Carlo Villa                  | 2 gennaio 1820      | 7 agosto 1827       |
|                     | Antonio Durini               | 7 agosto 1827       | 2 gennaio 1837      |
|                     | Gabrio Casati                | 2 gennaio 1837      | 3 agosto 1848       |
|                     | Paolo Bassi                  | 3 agosto 1848       | 6 gennaio 1849      |
|                     | Antonio Pestalozza           | 6 gennaio 1849      | 27 novembre 1856    |
|                     | Giuseppe Sebregondi          | 27 novembre 1856    | 10 giugno 1859      |
|                     | Luigi Barbiano di Belgioioso | 10 giugno 1859      | 26 gennaio 1860     |

## Regno d'Italia (1860-1946)
| Sindaci nominati dal governo (1860-1889)                   | Sindaci nominati dal governo (1860-1889)                   | Sindaci nominati dal governo (1860-1889) | Sindaci nominati dal governo (1860-1889) | Sindaci nominati dal governo (1860-1889) | Sindaci nominati dal governo (1860-1889) | Sindaci nominati dal governo (1860-1889) | Sindaci nominati dal governo (1860-1889) |
| Nominativo                                                 | Nominativo                                                 | Partito                                  | Partito                                  | Partito                                  | Mandato                                  | Mandato                                  | Elezione                                 |
| Nominativo                                                 | Nominativo                                                 | Partito                                  | Partito                                  | Partito                                  | Inizio                                   | Fine                                     | Elezione                                 |
| ---------------------------------------------------------- | ---------------------------------------------------------- | ---------------------------------------- | ---------------------------------------- | ---------------------------------------- | ---------------------------------------- | ---------------------------------------- | ---------------------------------------- |
|                                                            | Antonio Beretta                                            |                                          | Destra storica                           | Destra storica                           | 26 gennaio 1860                          | 22 ottobre 1867                          | 1860                                     |
|                                                            | Alessandro Vasina D'Emarese (Regio delegato straordinario) | –                                        | –                                        | –                                        | 22 ottobre 1867                          | 13 febbraio 1868                         | –                                        |
|                                                            | Giulio Bellinzaghi                                         |                                          | Destra storica                           | Destra storica                           | 13 febbraio 1868                         | 18 aprile 1884                           | 1867                                     |
| 1873                                                       | Giulio Bellinzaghi                                         |                                          | Destra storica                           | Destra storica                           | 13 febbraio 1868                         | 18 aprile 1884                           |                                          |
|                                                            | Gaetano Negri                                              |                                          | Destra storica                           | Destra storica                           | 18 aprile 1884                           | 21 novembre 1889                         |                                          |
| Sindaci eletti dal Consiglio comunale (1889-1926)          |                                                            |                                          |                                          |                                          |                                          |                                          |                                          |
| Nominativo                                                 | Nominativo                                                 | Partito                                  | Partito                                  | Coalizione                               | Mandato                                  | Mandato                                  | Elezione                                 |
| Nominativo                                                 | Nominativo                                                 | Partito                                  | Partito                                  | Coalizione                               | Inizio                                   | Fine                                     | Elezione                                 |
|                                                            | Giulio Bellinzaghi                                         |                                          | Destra storica                           | Liberali-Radicali                        | 21 novembre 1889                         | 28 agosto 1892                           | 1889                                     |
|                                                            | Giuseppe Vigoni                                            |                                          | Destra storica                           | Liberali-Radicali                        | 28 settembre 1892                        | 7 settembre 1894                         | 1889                                     |
|                                                            | Adeodato Bonasi (Regio commissario straordinario)          | –                                        | –                                        | –                                        | 7 settembre 1894                         | 25 febbraio 1895                         | –                                        |
|                                                            | Giuseppe Vigoni                                            |                                          | Destra storica                           | Liberali-Cattolici                       | 25 febbraio 1895                         | 28 agosto 1899                           | 1895                                     |
|                                                            | Francesco Maggiotti (Regio commissario straordinario)      | –                                        | –                                        | –                                        | 28 agosto 1899                           | 18 dicembre 1899                         | –                                        |
|                                                            | Giuseppe Mussi                                             |                                          | Estrema sinistra storica                 | Radicali-Repubblicani                    | 18 dicembre 1899                         | 16 dicembre 1903                         | 1899                                     |
|                                                            | Giovanni Battista Barinetti                                |                                          | Estrema sinistra storica                 | Radicali-Repubblicani-Socialisti         | 16 dicembre 1903                         | 30 novembre 1904                         | 1899                                     |
|                                                            | Giuseppe Airoldi (Commissario prefettizio)                 | –                                        | –                                        | –                                        | 30 novembre 1904                         | 7 febbraio 1905                          | –                                        |
|                                                            | Ettore Ponti                                               |                                          | Destra storica                           | Liberali-Cattolici                       | 7 febbraio 1905                          | 11 maggio 1909                           | 1905                                     |
|                                                            | Bassano Gabba                                              |                                          | Destra storica                           | Liberali-Cattolici                       | 11 maggio 1909                           | 17 luglio 1910                           | 1905                                     |
|                                                            | Cesare Gallotti (Commissario prefettizio)                  | –                                        | –                                        | –                                        | 17 luglio 1910                           | 30 gennaio 1911                          | –                                        |
|                                                            | Emanuele Greppi                                            |                                          | Destra storica                           | Liberali-Cattolici                       | 30 gennaio 1911                          | 4 dicembre 1913                          | 1911                                     |
|                                                            | Filiberto Olgiati (Commissario regio e prefettizio)        | –                                        | –                                        | –                                        | 4 dicembre 1913                          | 30 giugno 1914                           | –                                        |
|                                                            | Emilio Caldara                                             |                                          | Partito Socialista Italiano              | Socialisti                               | 30 giugno 1914                           | 20 novembre 1920                         | 1914                                     |
|                                                            | Angelo Filippetti                                          |                                          | Partito Socialista Italiano              | Socialisti                               | 20 novembre 1920                         | 3 agosto 1922                            | 1920                                     |
|                                                            | Ferdinando Lalli (Commissario prefettizio)                 | –                                        | –                                        | –                                        | 3 agosto 1922                            | 2 settembre 1922                         | –                                        |
|                                                            | Pio Carbonelli (Commissario straordinario)                 | –                                        | –                                        | –                                        | 2 settembre 1922                         | 30 dicembre 1922                         | –                                        |
|                                                            | Luigi Mangiagalli                                          |                                          | Partito Liberale Italiano                | PLI-PPI-PNF                              | 30 dicembre 1922                         | 14 agosto 1926                           | 1922                                     |
| Podestà nominati dal governo (1926-1945)                   |                                                            |                                          |                                          |                                          |                                          |                                          |                                          |
| Nominativo                                                 | Nominativo                                                 | Partito                                  | Partito                                  | Partito                                  | Mandato                                  | Mandato                                  | Elezione                                 |
| Nominativo                                                 | Nominativo                                                 | Partito                                  | Partito                                  | Partito                                  | Inizio                                   | Fine                                     | Elezione                                 |
|                                                            | Ernesto Belloni                                            |                                          | Partito Nazionale Fascista               | Partito Nazionale Fascista               | 14 agosto 1926                           | 6 settembre 1928                         | –                                        |
|                                                            | Giuseppe De Capitani d'Arzago                              |                                          | Partito Nazionale Fascista               | Partito Nazionale Fascista               | 6 settembre 1928                         | 20 novembre 1929                         | –                                        |
|                                                            | Marcello Visconti di Modrone                               |                                          | Partito Nazionale Fascista               | Partito Nazionale Fascista               | 20 novembre 1929                         | 19 novembre 1935                         | –                                        |
|                                                            | Guido Pesenti                                              |                                          | Partito Nazionale Fascista               | Partito Nazionale Fascista               | 19 novembre 1935                         | 13 giugno 1938                           | –                                        |
|                                                            | Gian Giacomo Gallarati Scotti                              |                                          | Partito Nazionale Fascista               | Partito Nazionale Fascista               | 13 giugno 1938                           | 15 agosto 1943                           | –                                        |
|                                                            | Giorgio Boltraffio (Commissario prefettizio)               | –                                        | –                                        | –                                        | 15 agosto 1943                           | 14 ottobre 1943                          | –                                        |
|                                                            | Piero Parini                                               |                                          | Partito Fascista Repubblicano            | Partito Fascista Repubblicano            | 14 ottobre 1943                          | 4 maggio 1944                            | –                                        |
|                                                            | Guido Andreoni                                             |                                          | Partito Fascista Repubblicano            | Partito Fascista Repubblicano            | 4 maggio 1944                            | 13 settembre 1944                        | –                                        |
|                                                            | Giuseppe Spinelli                                          |                                          | Partito Fascista Repubblicano            | Partito Fascista Repubblicano            | 13 settembre 1944                        | 23 gennaio 1945                          | –                                        |
|                                                            | Mario Colombo                                              |                                          | Partito Fascista Repubblicano            | Partito Fascista Repubblicano            | 23 gennaio 1945                          | 25 aprile 1945                           | –                                        |
| Sindaci del periodo costituzionale transitorio (1945-1946) |                                                            |                                          |                                          |                                          |                                          |                                          |                                          |
| Nominativo                                                 | Nominativo                                                 | Partito                                  | Partito                                  | Partito                                  | Mandato                                  | Mandato                                  | Elezione                                 |
| Nominativo                                                 | Nominativo                                                 | Partito                                  | Partito                                  | Partito                                  | Inizio                                   | Fine                                     | Elezione                                 |
|                                                            | Antonio Greppi                                             |                                          | Partito Socialista Italiano              | Partito Socialista Italiano              | 27 aprile 1945                           | 1946                                     | –                                        |

## Repubblica Italiana (dal 1946)
| Sindaci eletti dal Consiglio comunale (1946-1993)    | Sindaci eletti dal Consiglio comunale (1946-1993) | Sindaci eletti dal Consiglio comunale (1946-1993) | Sindaci eletti dal Consiglio comunale (1946-1993) | Sindaci eletti dal Consiglio comunale (1946-1993) | Sindaci eletti dal Consiglio comunale (1946-1993) | Sindaci eletti dal Consiglio comunale (1946-1993) | Sindaci eletti dal Consiglio comunale (1946-1993) | Sindaci eletti dal Consiglio comunale (1946-1993) |
| Nominativo                                           | Nominativo                                        | Partito                                           | Partito                                           | Giunta                                            | Giunta                                            | Mandato                                           | Mandato                                           | Elezioni                                          |
| Nominativo                                           | Nominativo                                        | Partito                                           | Partito                                           | Giunta                                            | Giunta                                            | Inizio                                            | Fine                                              | Elezioni                                          |
| ---------------------------------------------------- | ------------------------------------------------- | ------------------------------------------------- | ------------------------------------------------- | ------------------------------------------------- | ------------------------------------------------- | ------------------------------------------------- | ------------------------------------------------- | ------------------------------------------------- |
|                                                      | Antonio Greppi                                    |                                                   | Partito Socialista Italiano                       |                                                   | PSI-DC-PCI                                        | 1946                                              | 1949                                              | 1946                                              |
|                                                      | Antonio Greppi                                    | Partito Socialista Unitario                       |                                                   | DC-PSDI-PRI                                       | 1949                                              | 25 giugno 1951                                    |                                                   | 1946                                              |
|                                                      | Virgilio Ferrari                                  |                                                   | Partito Socialista Democratico Italiano           |                                                   | DC-PSDI-PLI-PRI                                   | 25 giugno 1951                                    | 1956                                              | 1951                                              |
| 1956                                                 | Virgilio Ferrari                                  | 21 gennaio 1961                                   | Partito Socialista Democratico Italiano           | 1956                                              | DC-PSDI-PLI-PRI                                   |                                                   |                                                   |                                                   |
|                                                      | Gino Cassinis                                     |                                                   | Partito Socialista Democratico Italiano           |                                                   | DC-PSI-PSDI                                       | 21 gennaio 1961                                   | 13 gennaio 1964                                   | 1960                                              |
|                                                      | Pietro Bucalossi                                  |                                                   | Partito Socialista Democratico Italiano           |                                                   | DC-PSDI-PSI                                       | 17 febbraio 1964                                  | 13 dicembre 1967                                  | 1964                                              |
|                                                      | Aldo Aniasi                                       |                                                   | Partito Socialista Italiano                       |                                                   | DC-PSI-PSDI                                       | 13 dicembre 1967                                  | 1970                                              | 1964                                              |
|                                                      | Aldo Aniasi                                       | DC-PSI-PSDI                                       | Partito Socialista Italiano                       | 1970                                              | 1975                                              | 1970                                              |                                                   |                                                   |
|                                                      | Aldo Aniasi                                       | PCI-PSI-DP-Indipendenti                           | Partito Socialista Italiano                       | 1975                                              | 12 maggio 1976                                    | 1975                                              |                                                   |                                                   |
|                                                      | Carlo Tognoli                                     | PCI-PSI-DP-Indipendenti                           |                                                   | Partito Socialista Italiano                       | 12 maggio 1976                                    | 1975                                              | 1977                                              |                                                   |
|                                                      | Carlo Tognoli                                     | PCI-PSI-PSDI                                      | 1977                                              | Partito Socialista Italiano                       | 1980                                              | 1975                                              |                                                   |                                                   |
|                                                      | Carlo Tognoli                                     | PCI-PSI-PSDI-PDUP                                 | 1980                                              | Partito Socialista Italiano                       | 1985                                              | 1980                                              |                                                   |                                                   |
|                                                      | Carlo Tognoli                                     | DC-PSI-PRI-PSDI-PLI                               | 1985                                              | Partito Socialista Italiano                       | 21 dicembre 1986                                  | 1985                                              |                                                   |                                                   |
|                                                      | Paolo Pillitteri                                  | DC-PSI-PRI-PSDI-PLI                               |                                                   | Partito Socialista Italiano                       | 21 dicembre 1986                                  | 1985                                              | 20 dicembre 1987                                  |                                                   |
|                                                      | Paolo Pillitteri                                  | PSI-PCI-FdLV-PSDI                                 | 20 dicembre 1987                                  | Partito Socialista Italiano                       | 1990                                              | 1985                                              |                                                   |                                                   |
|                                                      | Paolo Pillitteri                                  | DC-PSI-PRI-PSDI-PLI                               | 1990                                              | Partito Socialista Italiano                       | 18 gennaio 1992                                   | 1990                                              |                                                   |                                                   |
|                                                      | Giampiero Borghini                                |                                                   | Partito Socialista Italiano                       |                                                   | DC-PSI-PSDI-PLI-PP-Indipendenti                   | 1990                                              | 18 gennaio 1992                                   | 11 marzo 1993                                     |
|                                                      | Claudio Gelati (Commissario straordinario)        | –                                                 | –                                                 | –                                                 | –                                                 | 11 marzo 1993                                     | 21 giugno 1993                                    | –                                                 |
| Sindaci eletti direttamente dai cittadini (dal 1993) |                                                   |                                                   |                                                   |                                                   |                                                   |                                                   |                                                   |                                                   |
| Nominativo                                           | Nominativo                                        | Partito                                           | Partito                                           | Coalizione                                        | Coalizione                                        | Mandato                                           | Mandato                                           | Elezioni                                          |
| Nominativo                                           | Nominativo                                        | Partito                                           | Partito                                           | Coalizione                                        | Coalizione                                        | Inizio                                            | Fine                                              | Elezioni                                          |
|                                                      | Marco Formentini                                  |                                                   | Lega Nord                                         |                                                   | LN                                                | 21 giugno 1993                                    | 12 maggio 1997                                    | 1993                                              |
|                                                      | Gabriele Albertini                                |                                                   | Forza Italia                                      |                                                   | FI-AN-CCD                                         | 12 maggio 1997                                    | 14 maggio 2001                                    | 1997                                              |
|                                                      | Gabriele Albertini                                | FI-AN-LN-UDC                                      | Forza Italia                                      | 14 maggio 2001                                    | 30 maggio 2006                                    | 2001                                              |                                                   |                                                   |
|                                                      | Letizia Moratti                                   |                                                   | Indipendente (2006-2009)                          |                                                   | FI-AN/PdL-LN-UDC-L. civiche                       | 30 maggio 2006                                    | 1º giugno 2011                                    | 2006                                              |
|                                                      | Letizia Moratti                                   | Il Popolo della Libertà (2009-2011)               |                                                   |                                                   | FI-AN/PdL-LN-UDC-L. civiche                       | 30 maggio 2006                                    | 1º giugno 2011                                    | 2006                                              |
|                                                      | Giuliano Pisapia                                  |                                                   | Indipendente                                      |                                                   | PD-SEL-FdS-IdV-Rad-L. civiche                     | 1º giugno 2011                                    | 21 giugno 2016                                    | 2011                                              |
|                                                      | Giuseppe Sala                                     |                                                   | Indipendente                                      |                                                   | PD-SEL-L. civiche                                 | 21 giugno 2016                                    | 8 ottobre 2021                                    | 2016                                              |
|                                                      | Giuseppe Sala                                     | PD-EV-IV-L. civiche                               | Indipendente                                      | 8 ottobre 2021                                    | in carica                                         | 2021                                              |                                                   |                                                   |